# 한지희
한지희(1965 ~ )는 대한민국의 영문학자이다. 연세대학교 영어영문학과를 졸업하고 동 대학원에서 석사 학위를 받았으며, 미국 털사대학교 대학원 영어영문학과에서 박사학위를 받았다. 
현재 국립경상대학교 영어영문학과에 재직하고 있으며, 『현대영미시연구』편집위원장직을 맡고 있다. 주요 연구 분야는 영미문학과 문화, 한국문학과 문화, 비교문학, 비교세계문학이며, 2007년 이후 미국과 인도의 유수한 출판사에서 한국문학과 문화에 대한 소개서 및 연구서를 출판하였다.
최근에는 동서양의 문화 비교 및 융합의 과정에 대한 연구를 수행하는 가운데, 윌리엄 버틀러 예이츠 자연관의 동양철학적 측면을 조명하는 연구 논문과 일본의 근대시인 하기와라 사쿠타로에 대한 연구 논문을 게재하였다. 한지희는 또한 디지털 인문학 면에서 실제 한국문화 컨텐츠의 개발과 제작, 인재육성과 관련하여 필요한 지식과 현장경험을 지니고 있으며, 디지털 기술시대의 교육과 대중예술에 대한 연구논문을 게재하였다.
최근의 영문 저서로는『A Companion to Ten Modern Korean Poets』(2015)와 『World Literature and the Politics of th Minority』(2013)가 있고, 한글 저서로는 『우리시대 대중문화와 소녀의 계보학』(2015), 한글 역서로는 『문턱 너머 저편』(2011)이 있다. 이외에 아드리안 리치를 포함한 현대 영미시인 그리고 한국문학과 문화에 대한 다수의 연구 논문이 있다.